# Zdravko Dimitrov
Zdravko Minčev Dimitrov (in bulgaro Здравко Минчев Димитров?; Sofia, 24 agosto 1998) è un calciatore bulgaro, centrocampista del Bodrum.

## Carriera

### Club
Ha sempre giocato nel campionato bulgaro, alternandosi tra la massima serie e la seconda divisione.

### Nazionale
Ha giocato nelle nazionali giovanili bulgare Under-19 ed Under-21.
Nel 2020 ha giocato una partita in nazionale maggiore.

## Palmarès

### Club

#### Competizioni nazionali
- Coppa di Bulgaria: 1

Levski Sofia: 2021-2022